# Slab City

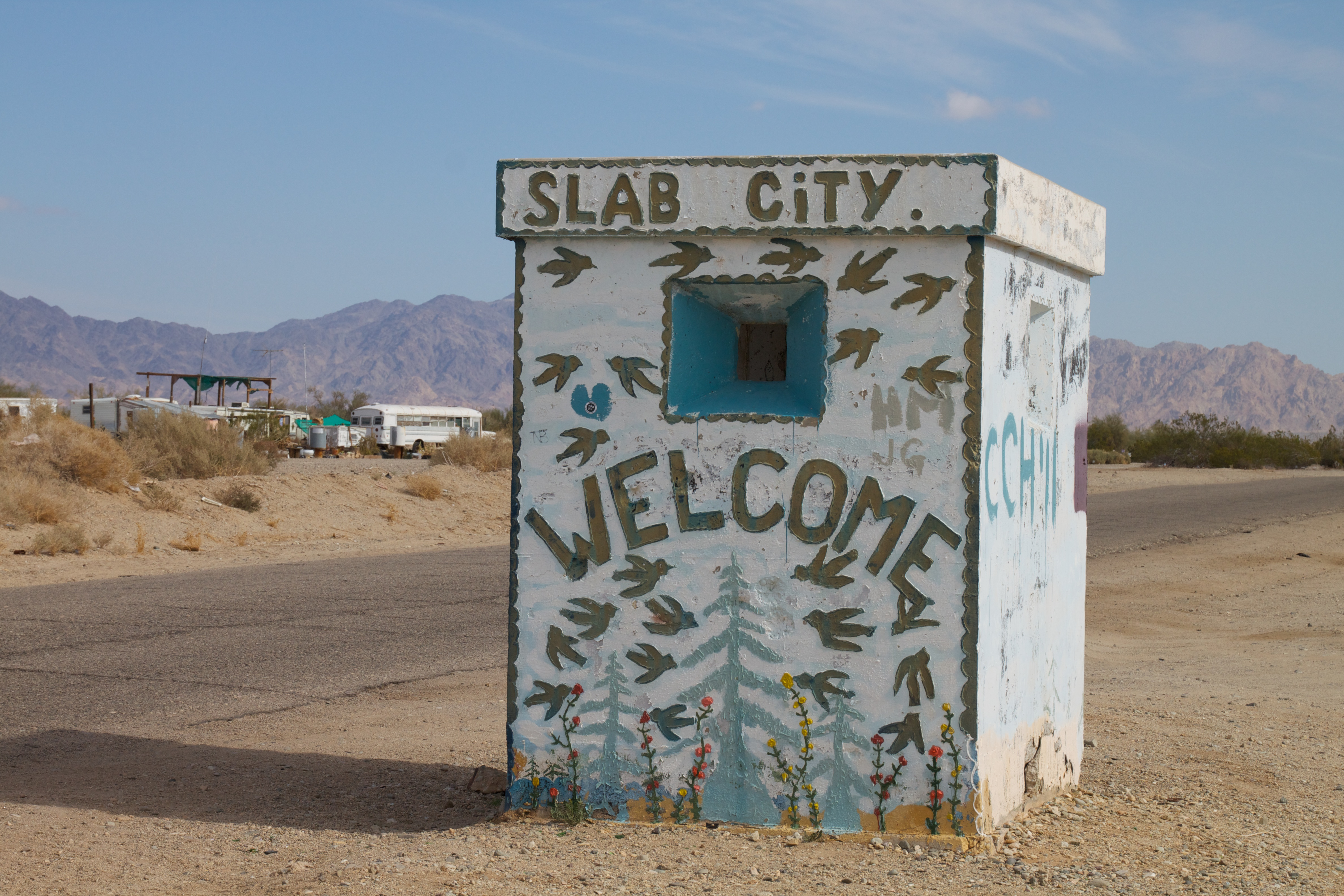
Slab City

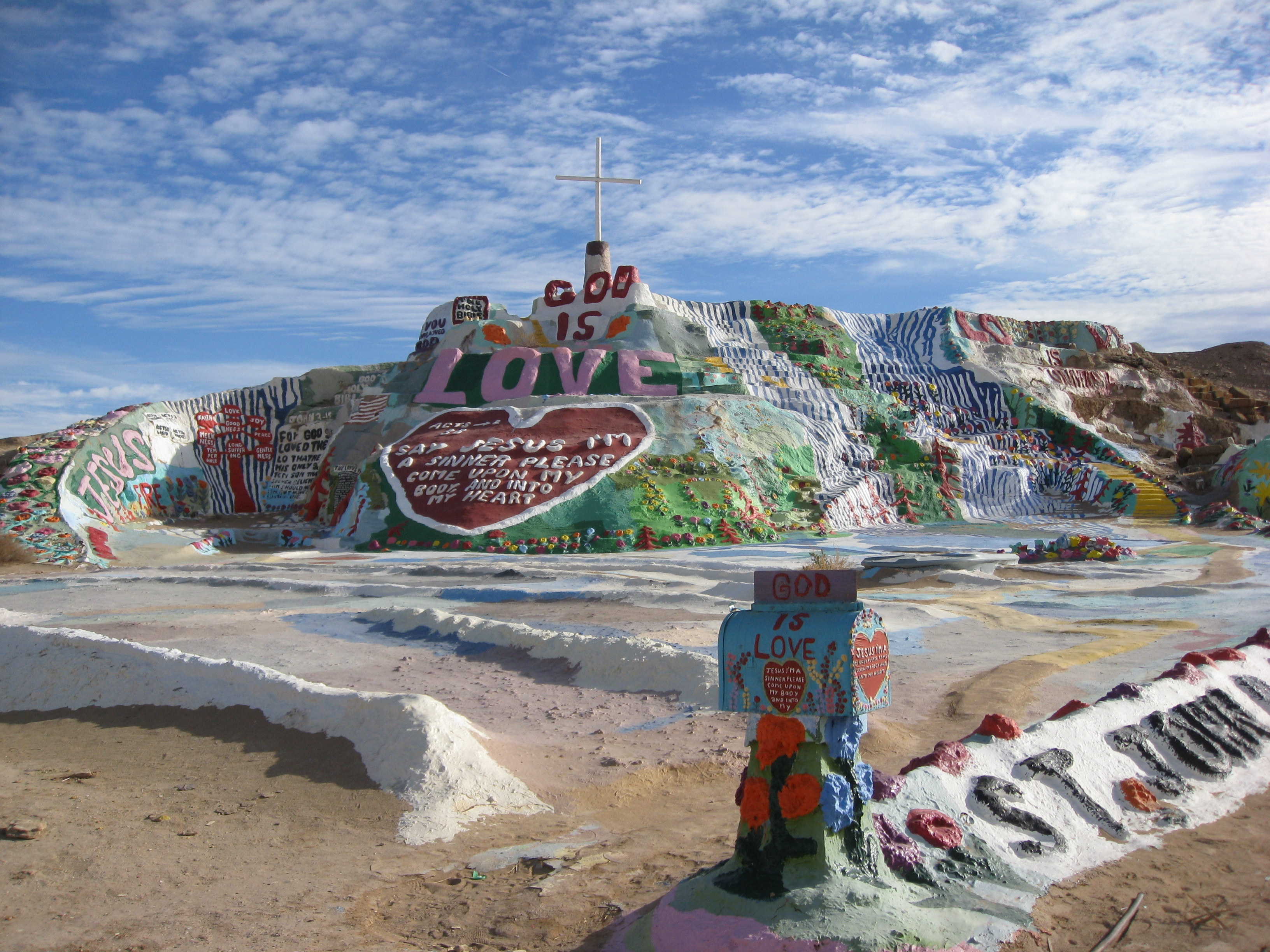
Salvation Mountain bei Slab City

East Jesus Art Project in Slab City

Slab City (deutsch etwa „Platten-Stadt“) ist ein wilder Campingplatz in der Colorado-Wüste im Imperial County in Kalifornien, 250 Kilometer nordöstlich von San Diego. 
Im Winter besteht er aus ein paar tausend Wohnmobilen, im Sommer hingegen zieht es die meisten Camper in kühlere Regionen im Norden. Der Name leitet sich von den Betonplatten (concrete slabs) einer aufgegebenen Militärbasis aus dem Zweiten Weltkrieg her.
Der nächste Ort ist Niland, der etwa fünf Kilometer südwestlich liegt. In Slab City selbst gibt es keine Einkaufsmöglichkeiten, keinen Strom und keinen Wasseranschluss.
Auf seiner Reise durch die USA gelangte der später in Alaska verhungerte Christopher McCandless im Dezember 1991 nach Slab City, wo er sich für einige Zeit aufhielt.
In der Nähe befindet sich die Land-Art-Installation Salvation Mountain.